# Episodi di Back in the Game
La prima e unica stagione della serie televisiva Back in the Game è stata trasmessa in prima visione assoluta negli Stati Uniti dal canale ABC dal 25 settembre all'11 dicembre 2013, eccetto gli ultimi tre episodi.
In Italia la stagione è stata trasmessa in prima visione dal canale Fox su Sky, dal 3 aprile al 26 giugno 2014.
| nº | Titolo originale               | Titolo italiano            | Prima TV USA      | Prima TV Italia |
| -- | ------------------------------ | -------------------------- | ----------------- | --------------- |
| 1  | Pilot                          | Il nuovo coach             | 25 settembre 2013 | 3 aprile 2014   |
| 2  | Stay in or Bail Out            | Resta o lascia             | 2 ottobre 2013    | 10 aprile 2014  |
| 3  | Play Hard or Go Home           | Quando il gioco si fa duro | 9 ottobre 2013    | 17 aprile 2014  |
| 4  | The Change Up                  | Il ragazzaccio             | 16 ottobre 2013   | 24 aprile 2014  |
| 5  | She. Could. Go. All. The. Way! | Fino in fondo              | 23 ottobre 2013   | 1º maggio 2014  |
| 6  | Night Games                    | Giochi notturni            | 30 ottobre 2013   | 8 maggio 2014   |
| 7  | Safety Squeeze                 | Stretta di sicurezza       | 13 novembre 2013  | 15 maggio 2014  |
| 8  | No Crying in Baseball          | Vietato piangere           | 20 novembre 2013  | 22 maggio 2014  |
| 9  | Massive Election               | Elezioni                   | 4 dicembre 2013   | 29 maggio 2014  |
| 10 | I'll Slide Home for Christmas  | Un Natale perfetto         | 11 dicembre 2013  | 5 giugno 2014   |
| 11 | Color Barrier                  | I soprannomi               | non trasmesso     | 12 giugno 2014  |
| 12 | Sports Therapy                 | Terapia sportiva           | non trasmesso     | 19 giugno 2014  |
| 13 | Who's On First                 | In prima base              | non trasmesso     | 26 giugno 2014  |

## Il nuovo coach
- Titolo originale: Pilot
- Diretto da: Glenn Ficarra e John Requa
- Scritto da: Mark Cullen e Robb Cullen

### Trama
Terry Gannon, ex-campionessa di softball disoccupata uscita da un divorzio difficile, è costretta, assieme a suo figlio Danny, a trasferirsi a casa del padre, campione di baseball alcolizzato e supponente detto "Il Cannone" che lei ritiene colpevole di aver rovinato la sua infanzia costringendola a dare tutta se stessa allo sport da lui praticato. Quando Danny, infatuatosi di una coetanea di nome Vanessa, tenta di impressionarla entrando nella Little League senza successo poiché negato per lo sport, Terry sfida l'arrogante presidente di lega Dick Slingbaugh per estorcergli il diritto di allenare personalmente una squadra composta da tutti i ragazzini scartati alle selezioni e finanziata dalla ricchissima vicina di casa Lulu Lovette. Dick perde la sfida non riuscendo a colpire la palla lanciatagli da Terry che, per tanto fonda la squadra degli "Angles" (in inglese: angoli) e chiede al padre di aiutarla iniziando così a ricucire il suo rapporto con lui.
- Altri interpreti: Theodore Barnes (Hunter Washington), James Blakely (Steve Francis), Augie Isaac (Owen Rothchild), Sepehr Pazoki (Parvu Singh), Benjamin Royer (Vince Hodges), Matthew Royer (Vance Hodges), Hector Santiago (Angel Martinez), Matthew Zhang (Dong Jing), Alvin Cowan (coach Al), Tom Simmons (coach Stan), Tyrone Powell (coach T.), Avery Ware (coach Avery).
- Ascolti USA: telespettatori 8 010 000[3].

## Resta o lascia
- Titolo originale: Stay in or Bail Out
- Diretto da: Eric Appel
- Scritto da: Warren Lieberstein

### Trama
Stanca di dormire in una stanzetta improvvisata assieme a Danny poiché il padre occupa la stanza degli ospiti tenendo rigorosamente sigillata la sua camera da letto, Terry si mette alla ricerca di un lavoro trovandosi davanti l'enorme ostacolo di aver svolto, nel corso della sua vita, la sola professione di venditrice d'auto per l'autosalone del suo ex-marito, impiego che odia e per il quale ormai è diventata troppo empatica. Nel frattempo "Il Cannone", per convincere gli Angles a non scappare dalla zona del battitore per paura della palla, li porta a fare una "gita scolastica" in un penitenziario di modo che conoscano qualcosa di cui essere realmente spaventati. Provata da una giornata stressante, Terry si reca assieme a Lulu in una pizzeria (di proprietà di Dick) e si lamenta del servizio scadente col direttore finendo per essere assunta; tornata a casa tuttavia la attende una sorpresa: non vuole che figlia e nipote se ne vadano "Il Cannone" ha deciso di tornare nella sua stanza da letto, in cui non entrava dalla morte della moglie, lasciando libera per loro la stanza degli ospiti.
- Altri interpreti: Theodore Barnes (Hunter Washington), James Blakely (Steve Francis), Augie Isaac (Owen Rothchild), Sepehr Pazoki (Parvu Singh), Benjamin Royer (Vince Hodges), Matthew Royer (Vance Hodges), Hector Santiago (Angel Martinez), Matthew Zhang (Dong Jing), Alvin Cowan (coach Al), Tom Simmons (coach Stan), Tyrone Powell (coach T.), Avery Ware (coach Avery), Ken Jenkins (direttore Warden), Robert LaSardo (Lama), Rob Dibble (Paul l'insensato), Adam Rennie (Julio il silenzioso), Michelle Betts (Michelle).
- Ascolti USA: telespettatori 6 710 000[4].

## Quando il gioco si fa duro
- Titolo originale: Play Hard or Go Home
- Diretto da: Eyal Gordin
- Scritto da: Gregg Mettler

### Trama
Convinta che "Il Cannone" sarebbe meno aggressivo se avesse una ragazza, Terry decide di combinargli un appuntamento ma l'uomo, dopo quella sera, inizia a frequentarsi con una prostituta senza tetto e tabagista di nome Barb che si "parcheggia" a casa loro rendendo la vita impossibile a Terry e Danny ed arrivando perfino a rubare i soldi della raccolta fondi tramite vendita di cioccolato accettata dagli Angles come risultato dell'ennesimo attrito tra Terry e Dick. Esasperata, la donna caccia Barb di casa e, a quel punto, "Il Cannone" rivela che essa è solo una sua compagna di bevute pagata (coi soldi della raccolta fondi) per fingersi sua amante per infastidire la figlia di modo che non si intromettesse mai più nella sua vita privata. In tutta risposta Terry recupera il denaro vendendo il televisore dell'uomo. Contemporaneamente, Danny ha modo di avvicinarsi a Vanessa durante una breve rottura tra lei e il suo ragazzo, David Slingbaugh.
- Altri interpreti: Theodore Barnes (Hunter Washington), James Blakely (Steve Francis), Augie Isaac (Owen Rothchild), Sepehr Pazoki (Parvu Singh), Benjamin Royer (Vince Hodges), Matthew Royer (Vance Hodges), Hector Santiago (Angel Martinez), Matthew Zhang (Dong Jing), Alvin Cowan (coach Al), Tom Simmons (coach Stan), Tyrone Powell (coach T.), Avery Ware (coach Avery), Markie Post (Dotty Sanchez), Dee Dee Rescher (Barb), Michelle Betts (Michelle).
- Ascolti USA: telespettatori 6 530 000[5].

## Il ragazzaccio
- Titolo originale: The Change Up
- Diretto da: Eyal Gordin
- Scritto da: Joe Lawson

### Trama
Danny, seguendo un consiglio del "Cannone" su come approcciarsi alle donne, decide di comportarsi da ragazzaccio ed ignorare Vanessa per farla ingelosire. Il nuovo atteggiamento del ragazzo attira però anche le attenzioni di una metallara di nome Danica, che lo invita a un appuntamento al parco quella sera stessa. Intanto Terry, frustrata dal nuovo lavoro alla pizzeria e dal cambiamento del figlio, esce con Lulu per una serata di sole donne finendo però col perdere il controllo ed ubriacarsi. Contemporaneamente Danny viene picchiato davanti a Vanessa dal gelosissimo ragazzo di Danica, Rusty, ed abbandona la maschera del ragazzaccio. Per consolarlo del pestaggio, Vanessa lo raggiunge sul campo da baseball e gli chiede di lanciargli una palla dimostrando un talento impressionante.
- Altri interpreti: Theodore Barnes (Hunter Washington), James Blakely (Steve Francis), Augie Isaac (Owen Rothchild), Sepehr Pazoki (Parvu Singh), Benjamin Royer (Vince Hodges), Matthew Royer (Vance Hodges), Hector Santiago (Angel Martinez), Matthew Zhang (Dong Jing), Alvin Cowan (coach Al), Tom Simmons (coach Stan), Tyrone Powell (coach T.), Avery Ware (coach Avery), Michelle Betts (Michelle), Ellery Sprayberry (Danica), Jake Elliott (Rusty).
- Ascolti USA: telespettatori 6 350 000[6].

## Fino in fondo
- Titolo originale: She. Could. Go. All. The. Way!
- Diretto da: Joe Nussbaum
- Scritto da: Eric Goldberg e Peter Tibbals

### Trama
Terry decide di ricominciare ad avere degli appuntamenti e, su consiglio di Lulu, chiede di uscire al fornitore di liquori della pizzeria dove lavora, Jack. La relazione che ella avvia non è tuttavia vista di buon occhio dal "Cannone" e da Dick, che considerano Jack un "poco di buono", motivo per il quale i due uomini stringono una sorta di bizzarra alleanza e raccolgono prove su di lui pedinandolo: tali prove dimostrano le sue attività illegali ed il suo libertinaggio, ma Terry, per non darla vinta al padre decide di coprire l'uomo dando una giustificazione per le sue azioni, per poi metterlo K.O. con un calcio dopo essere rimasta sola con lui. Parallelamente, per insegnargli a non farsi mettere i piedi in testa dai compagni di classe, il "Cannone" costringe Danny a compiere una serie di furti fino a che questi non trova il coraggio di ribellarsi.
- Altri interpreti: Theodore Barnes (Hunter Washington), James Blakely (Steve Francis), Augie Isaac (Owen Rothchild), Sepehr Pazoki (Parvu Singh), Benjamin Royer (Vince Hodges), Matthew Royer (Vance Hodges), Hector Santiago (Angel Martinez), Matthew Zhang (Dong Jing), David Clayton Rogers (Jack).
- Ascolti USA: telespettatori 6 270 000[7].

## Giochi notturni
- Titolo originale: Night Games
- Diretto da: David Katzenberg
- Scritto da: Scott Boden Hodges

### Trama
Halloween. Danny, stanco di passare la festa a fare "dolcetto o scherzetto?" con la madre, convince i compagni di squadra a festeggiarlo insieme, complice il fatto che al gruppo si unisca anche Vanessa, da poco entrata in squadra. Nel frattempo Terry, saputo che Keeley Summers, la ragazza che la tormentava al liceo (nel frattempo divenuta telegiornalista), parteciperà alla festa annuale organizzata da Dick, decide di vendicarsi delle cattiverie subite e, aiutata da Lulu, si procura un vestito sexy e si presenta a sua volta alla festa iniziando una serie di sfide con Keeley. Gli Angles nel frattempo vengono aggrediti da David e dal suo gruppo di bulli ma riescono con uno stratagemma a chiuderli in gabbia e bersagliarli con delle uova. In tale occasione Vanessa lascia il ragazzo poiché stanca dei suoi modi arroganti, e dà un bacio a Danny. Al momento della sfida decisiva Terry, contattata dal figlio per accompagnare lui e la squadra a continuare il giro della città in cerca di dolci, decide di seguire rendendosi conto che l'essersi fatta una famiglia sia una vittoria più grande di qualunque cosa Keeley abbia mai realizzato. "Il Cannone" passa invece tutta la notte al cimitero per assicurarsi che i teppisti non divelgano la lapide di sua moglie Caroline.
- Altri interpreti: Theodore Barnes (Hunter Washington), Augie Isaac (Owen Rothchild), Sepehr Pazoki (Parvu Singh), Benjamin Royer (Vince Hodges), Matthew Royer (Vance Hodges), Hector Santiago (Angel Martinez), Matthew Zhang (Dong Jing), Alvin Cowan (coach Al), Tom Simmons (coach Stan), Tyrone Powell (coach T.), Avery Ware (coach Avery), Courtney Henggeler (Keeley Summers), Bill Cobbs (James Lewis), Christopher Valentine (vichingo).
- Ascolti USA: telespettatori 6 110 000[8].

## Stretta di sicurezza
- Titolo originale: Safety Squeeze
- Diretto da: Jeff Melman
- Scritto da: Kevin Garnett

### Trama
Dopo un incidente di battuta durante gli allenamenti, Sheldon Birckle, il responsabile della sicurezza della Little League, costringe Dick e il "Cannone" a prendere parte a un suo seminario di quattro ore. Cosa che si risolve in una serie di torture al presidente di lega da parte dell'ex-atleta. Contemporaneamente Terry scopre che Dudley, uno dei bambini della sua squadra, viene trascurato e a volte dimenticato sul campo alla fine degli allenamenti per via degli attriti tra i suoi genitori, da poco divorziati. Rispecchiandosi nella sua situazione, Terry decide di ricorrere alle macchinazioni di Lulu per far sì che i due vadano almeno a vedere insieme una partita degli Angles e, approfittando del momento, fa una sfuriata all'arbitro inserendovi rimproveri rivolti in realtà ai due, che sembrano riappacificarsi lievemente. Segnata dall'esperienza, la ragazza rivela il motivo della sua empatia: senza che lei seppe mai il motivo, dopo la morte della madre, il "Cannone" la portò in Messico e la affidò per due mesi a una donna di nome Juanita, amica di vecchia data del padre, che però per la bambina era un'estranea. Trovato dopo anni il coraggio di chiedere al padre il perché del gesto, questi ammette che, quando rimase vedovo, la sua vita toccò il fondo e non voleva che la figlia lo vedesse ridotto in quello stato.
- Altri interpreti: Theodore Barnes (Hunter Washington), James Blakely (Steve Francis), Augie Isaac (Owen Rothchild), Sepehr Pazoki (Parvu Singh), Benjamin Royer (Vince Hodges), Matthew Royer (Vance Hodges), Hector Santiago (Angel Martinez), Matthew Zhang (Dong Jing), Michelle Betts (Michelle), Todd Sandler (Mr. Douglas), Adria Tennor (Mrs. Douglas), John Michael Higgins (Sheldon Birckle).
- Ascolti USA: telespettatori 6 470 000[9].

## Vietato piangere
- Titolo originale: No Crying in Baseball
- Diretto da: Charles Minsky
- Scritto da: Daisy Gardner

### Trama
Durante una partita David colpisce Danny con una palla da baseball e questi si mette a piangere. Una settimana dopo, in occasione del compleanno del figlio, Terry tenta di organizzargli una festa al paintball e, dopo aver scoperto che Michael, il figlio di Lulu, compie gli anni lo stesso giorno, le due donne decidono di unificare le feste; tuttavia i loro caratteri divergenti e le situazioni economiche estremamente disuguali le portano al loro primo grande litigio. Nel frattempo David progetta di andare a sua volta al campo da paintball con la sua squadra per fare guerra agli Angles, scoperto ciò il "Cannone" sprona il nipote a vederla come una possibilità di rivalsa ed impartisce ai ragazzi un addestramento paramilitare come preparazione; nonostante tutto però gli Angles vengono sconfitti uno dopo l'altro e Danny, rimasto solo, elimina dalla competizione David e la sua squadra stringendogli poi la mano in segno di grande sportività. Contemporaneamente Terry e Lulu si riappacificano ammettendo i reciproci errori e rafforzando dall'esperienza la loro amicizia, mentre Dick si rivela un padre molto più saggio di quanto lasciato a intendere in precedenza cogliendo l'occasione della sconfitta del figlio per insegnargli una lezione importante sul volersi sempre atteggiare.
- Altri interpreti: Theodore Barnes (Hunter Washington), James Blakely (Steve Francis), Augie Isaac (Owen Rothchild), Sepehr Pazoki (Parvu Singh), Benjamin Royer (Vince Hodges), Matthew Royer (Vance Hodges), Hector Santiago (Angel Martinez), Matthew Zhang (Dong Jing), Michelle Betts (Michelle).
- Ascolti USA: telespettatori 6 140 000[10].

## Elezioni
- Titolo originale: Massive Election
- Diretto da: Eric Appel
- Scritto da: Mark Cullen e Robb Cullen

### Trama
Gli Angles hanno sempre più problemi a riunirsi tutti per gli allenamenti a causa dell'orario, ragion per cui Terry decide di candidarsi contro Dick alla carica di presidente di lega sfruttando il malcontento che il carattere dispotico ed arrogante dell'uomo genera negli altri coach e negli addetti alla manutenzione del campo. Nel frattempo il "Cannone" tenta di convincere in tutti i modi il nipote ad assumere la carica di capitano della squadra che questi, a discapito del parere favorevole di tutti i compagni, non desidera accettare poiché non si considera un leader. Nonostante alla fine la donna riesca a vincere le elezioni decide di restituire la presidenza a Dick poiché si rende conto che la lega sia tutta la sua vita e, perciò, sia più indicato per tale posizione; ma chiede comunque in cambio lo spostamento dell'orario degli allenamenti della sua squadra.
- Altri interpreti: Theodore Barnes (Hunter Washington), Sepehr Pazoki (Parvu Singh), Matthew Zhang (Dong Jing), Alvin Cowan (coach Al), Tom Simmons (coach Stan), Jimmy Shubert (Derek Diggs), Tudor Petrut (Spiro), Erick Chavarria (Bob), Jessica Leigh Gonzales (Kat).
- Ascolti USA: telespettatori 5 120 000[11].

## Un Natale perfetto
- Titolo originale: I'll Slide Home for Christmas
- Diretto da: Lev L. Spiro
- Scritto da: Corinne Kingsbury

### Trama
Terry si ossessiona dall'idea di far passare al figlio un Natale perfetto, tuttavia i suoi piani subiscono una serie di grotteschi incidenti che rovinano sempre di più le sue aspettative: gli Angles decidono di dare forfait piuttosto che fare una partita il giorno di Natale, il "Cannone" si riunisce coi suoi ex-compagni d'armi per il poker rifiutandosi di passare le feste con figlia e nipote, l'attore che impersona Babbo Natale al centro commerciale va in crisi respiratoria poco prima di scattare la foto con Danny e l'auto (coi regali nel portabagagli) le viene sequestrata perché parcheggiata in area rimozione. Lo stress accumulato porta la donna a sfogarsi alla festa di Lulu davanti a tutti gli invitati dichiarando, frustrata, di voler gettare la spugna in tutto. Il mattino di Natale, per tirarla su, Danny convince dunque l'intera squadra a giocare comunque la partita riuscendo a segnare il primo punto della loro carriera sportiva, e Dick le ritira inaspettatamente l'auto dal deposito recuperandole i regali.
- Altri interpreti: Theodore Barnes (Hunter Washington), James Blakely (Steve Francis), Augie Isaac (Owen Rothchild), Sepehr Pazoki (Parvu Singh), Benjamin Royer (Vince Hodges), Matthew Royer (Vance Hodges), Hector Santiago (Angel Martinez), Matthew Zhang (Dong Jing), Alvin Cowan (coach Al), Brian Doyle-Murray (Pete lo sozzone), Richard Gant (Earl), Elliott Gould (Louie), Allison Ochmanek e Rosalie McIntire (Noel), Kevin Thompson (elfo), Keith Dobbins (Babbo Natale).
- Ascolti USA: telespettatori 6 140 000[12].

## I soprannomi
- Titolo originale: Color Barrier
- Diretto da: Lev L. Spiro
- Scritto da: Mark Cullen e Robb Cullen

### Trama
I genitori dei ragazzi si lamentano con Dick per il linguaggio ed i soprannomi offensivi utilizzati dal "Cannone" negli allenamenti accusandolo di razzismo; motivo per il quale il presidente di lega è costretto a sospenderlo dalla carica di vice-coach fino a che non presenterà delle scuse ufficiali. L'uomo, non ritenendo minimamente di essere in torto, si rifiuta ma, quando Terry e Danny lo supplicano di adattarsi al politicamente corretto per il bene degli Angles egli si confronta con Parvu, ragazzo di origine indiana ed unico in tutta la squadra ad essere rimasto davvero ferito dai soprannomi dell'uomo e, dopo avergli posto le sue scuse coglie l'occasione dell'assemblea coi genitori dei ragazzi per accusare loro e la lega di ipocrisia dando prova di aver cementificato coi ragazzi un legame tanto profondo da andare al di la dei termini usati nel linguaggio con cui è cresciuto. Tale discorso porta i suoi accusatori a farsi un esame di coscienza e riammetterlo nella lega.
- Altri interpreti: Theodore Barnes (Hunter Washington), James Blakely (Steve Francis), Augie Isaac (Owen Rothchild), Sepehr Pazoki (Parvu Singh), Benjamin Royer (Vince Hodges), Matthew Royer (Vance Hodges), Hector Santiago (Angel Martinez), Matthew Zhang (Dong Jing), Tom Simmons (coach Stan), Rikin Vasani (Parvesh Singh), Mouzam Makkar (Chandeep Singh).

## Terapia sportiva
- Titolo originale: Sports Therapy
- Diretto da: Michael Patrick Jann
- Scritto da: Gregg Mettler

### Trama
Danny invita Vanessa a casa sua per lavorare ad un progetto di scienze; la serata tuttavia si rivela estremamente imbarazzante per il ragazzo a causa degli atteggiamenti asfissianti di Terry e della sfuriata del "Cannone" verso un operatore telefonico che cerca di vendergli dei pannelli solari. I successivi tentativi di madre e nonno di risolvere la situazione finiscono solo per arrecare ulteriore imbarazzo a Danny, che salta la scuola per arrampicarsi su un albero. L'inusuale reazione emotiva del ragazzo porta il preside a convincere l'intera famiglia Gannon ad andare da una terapista, la dottoressa Jane, che riesce a far ammettere a Terry di essere semplicemente spaventata dall'idea che suo figlio si allontani e, per questo, d'aver cercato inconsciamente di sabotare la sua relazione con Vanessa. Chiarito tutto, Danny scopre tuttavia che proprio le sue stranezze lo rendono tanto attraente agli occhi della ragazza.
- Altri interpreti: Theodore Barnes (Hunter Washington), James Blakely (Steve Francis), Augie Isaac (Owen Rothchild), Sepehr Pazoki (Parvu Singh), Benjamin Royer (Vince Hodges), Matthew Royer (Vance Hodges), Hector Santiago (Angel Martinez), Matthew Zhang (Dong Jing), Katie A. Keane (dottoressa Jane), Riley Lio (Nick Patoulle), Brandon Morales (preside Rodriguez).

## In prima base
- Titolo originale: Who's on First
- Diretto da: Charles Minsky
- Scritto da: Glenn Ficarra e John Requa

### Trama
Patrick Wilson, il fratellastro di Dick, arriva in città ed apre uno studio pediatrico. L'affascinante uomo conquista immediatamente Lulu, che chiede a Terry di aiutarla a conquistarlo scoprendo cose sul suo conto; dato che Patrick e Terry hanno in comune gli stessi interessi e passioni tuttavia, la scintilla sembra in procinto di scoccare tra di loro ma la donna, per senso di lealtà nei confronti dell'amica, decide di farsi da parte ed organizza dunque un appuntamento tra Lulu e il dottore. Contemporaneamente, il "Cannone" inizia ad uscire con Geena Crosby, la psicotica professoressa di Danny, che, terrorizzata dall'idea di invecchiare da sola, lo minaccia di bocciare il nipote semmai decidesse di lasciarla, ma che viene fatta desistere dai suoi intenti dopo essere stata affrontata dall'intera famiglia Gannon.
Nel finale Lulu, accortasi dell'attrazione tra Patrick e Terry, fa in modo che essa si presenti all'appuntamento al suo posto.
- Altri interpreti: Theodore Barnes (Hunter Washington), Jane Seymour (Geena Crosby), Michael Landes (Patrick Wilson).